# П'єве-Санто-Стефано
П'єве-Санто-Стефано (італ. Pieve Santo Stefano) — муніципалітет в Італії, у регіоні Тоскана,  провінція Ареццо.
П'єве-Санто-Стефано розташовані на відстані близько 210 км на північ від Рима, 65 км на схід від Флоренції, 27 км на північний схід від Ареццо.
Населення — 3200 осіб (2014).
Щорічний фестиваль відбувається 26 грудня. Покровитель — святий Степан.

## Демографія
Населення за роками:

Станом на 1 січня 2023 року в муніципалітеті офіційно проживало 320 іноземців з 32 країн, серед них 78 громадян країн Євросоюзу та 16 громадян України.

## Сусідні муніципалітети
- Анг'ярі
- Бадія-Тедальда
- Капрезе-Мікеланджело
- К'юзі-делла-Верна
- Сансеполькро
- Вергерето